# 陳汝斌 (配音員)
陳汝斌（1932年3月21日—2012年6月5日），男，北京人，中国大陆配音演员。

## 作品列表

### 配音作品
- 《昨日的承诺》
- 《摇滚杀手》
- 《紫痕》
- 《天字号密令》
- 《飘忽的影子》
- 《初恋时，我们不懂爱情》
- 《解放》
- 《冒名顶替》
- 《女人的力量》
- 《残雪》
- 《黄英姑》
- 《济南战役》
- 《祭红》
- 《钢铁巨人》
- 《兵临城下》
- 《地下尖兵》
- 《寂静的山林》
- 《为了生命》
- 《中学毕业证书》

### 電影作品
- 《避暑山庄》
- 《初春》
- 《长白山珍奇》
- 《鸟岛》